# San Miguel Quetzaltepec
San Miguel Quetzaltepec es una localidad del estado mexicano de Oaxaca. Es cabecera del municipio de San Miguel Quetzaltepec.

## Demografía
| Censo | Población |
| ----- | --------- |
| 1900  | 1 677     |
| 1910  | 1 380     |
| 1921  | 1 416     |
| 1930  | 1 528     |
| 1940  | 1 830     |
| 1950  | 1 612     |
| 1960  | 1 963     |
| 1970  | 2 212     |
| 1980  | 2 461     |
| 1990  | 2 979     |
| 1995  | 3 409     |
| 2000  | 3 424     |
| 2005  | 3 219     |
| 2010  | 3 860     |
| 2020  | 3 637     |